# 김정재
김정재(金汀才, 1966년 2월 15일~)는 대한민국의 정치인이다. 제20·21·22대 대한민국 국회의원이다.
제7·8대 서울특별시의원(2006~2014)을 지냈다. 2014년 제6회 지방선거에서 경북 포항시장 예비후보로 나섰으나 경선에서 탈락했고, 2016년 제20대 총선에서 경북 포항시 북구 선거구에 여성 우선 추천 지역 후보로 출마하여 당선되었다. 2020년 제21대 총선에서 재선에 성공하였다.

## 학력
- 포항중앙국민학교 졸업
- 동지여자중학교 졸업
- 1981~1984 포항여자고등학교 졸업
- 1984~1988 이화여자대학교 정치외교학 학사
- 1989~1993 이화여자대학교 대학원 정치외교학 석사
- 2001~2004 미국 프랭클린 피어스 대학교(영어판) 대학원 법과대학원 법무박사(JD)

## 경력
- 2006년 5월 31일: 제4회 전국동시지방선거 당선(민선 4기, 서울 서대문구 제1선거구, 한나라당, 초선)
- 2006. 7.~2010. 6. 제7대 서울특별시의회 의원(민선 4기, 서울 서대문구 제1선거구, 한나라당, 초선)
- 북아현뉴타운추진자문단 자문위원
- 법률사무소 홍윤 상임연구원
- 우리학교사랑모임회 법률고문
- 여성증권 아카데미 회장
- 한나라당 중앙당 여성위원회 운영위원
- 한나라당 서울특별시당 여성위원회 부위원장
- 2008: 한나라당 중앙여성위원회 기획분과위원장
- 2009~2010: 한나라당 서울특별시당 차세대여성위원회 위원장
- 2010년 6월 2일: 제5회 전국동시지방선거 당선(민선 5기, 서울특별시의회 비례대표, 한나라당, 재선)
- 2010. 7.~2014. 2. 제8대 서울특별시의회 의원(민선 5기, 비례대표, 한나라당→새누리당, 재선)
  - 2012. 7.~2014. 2. 제8대 서울특별시의회 후반기 문화체육관광위원회 위원장
- 2012. 11.~2012. 12.: 제18대 대통령 선거 새누리당 박근혜 대통령 후보 중앙선거대책위원회 국민소통본부 일사천리법률지원본부 부본부장
- 2014. 4.~2014. 5. 제6회 전국동시지방선거 경상북도 포항시장 새누리당 예비후보
- 2014~2015: 새누리당 부대변인
- 2016년 4월 13일: 대한민국 제20대 국회의원 선거 당선(경북 포항시 북구, 새누리당, 초선)
- 2016. 5.~2017. 2. 새누리당 경상북도당 포항시 북구 당원협의회 위원장
- 2016. 5.~2017. 2. 새누리당 원내대변인
- 2017. 2.~2018. 2. 자유한국당 경상북도당 포항시 북구 당원협의회 위원장
- 2017. 2.~2017. 12. 자유한국당 원내대변인
- 2017. 6.~2018. 6. 자유한국당 방송장악저지투쟁위원회 대변인
- 2017. 6.~2018. 6. 자유한국당 원전중단대책특별위원회 위원
- 2017. 8.~2018. 6. 자유한국당 홍준표 당대표 경북지역특보
- 2017. 11.~2018. 6. 자유한국당 포항지진대책TF 간사
- 2018. 3.~2018. 6. 자유한국당 경상북도당 인재영입육성위원장
- 2018. 4.~2020. 2. 자유한국당 사회주의 개헌·정책 저지 투쟁본부 위원
- 2018. 4.~2018. 5. 자유한국당 경제파탄 대책 특별위원회 위원
- 2018. 12.~2020. 2. 자유한국당 경상북도당 포항시 북구 당원협의회 위원장
- 2018. 12.~2020. 2. 자유한국당 원내부대표 겸 원내대변인
- 2019. 3.~2020. 2. 자유한국당 재해대책위원장
- 2019. 3.~2020. 2. 자유한국당 미세먼지특별위원회 위원
- 2019. 6.~2019. 9. 자유한국당 2020 경제대전환 위원회 경쟁력 강화 분과위원
- 2020. 2.~2020. 5. 미래통합당 원내부대표 겸 원내대변인
- 2020. 2. 미래통합당 중앙재해대책위원장
- 2020. 2.~2020. 9. 미래통합당 경상북도당 포항시 북구 당원협의회 위원장
- 2020년 4월 15일: 대한민국 제21대 국회의원 선거 당선(경북 포항시 북구, 미래통합당, 재선)
- 2020. 7.~2020. 9. 미래통합당 성폭력 대책 특별위원회 위원장
- 2020. 9.~ 국민의힘 경상북도당 포항시 북구 당원협의회 위원장
- 2020. 9.~2021. 6. 국민의힘 성폭력 대책 특별위원회 위원장
- 2021. 5.~2021. 6. 국민의힘 전당대회 선거관리위원회 위원
- 2021. 6. 국민의힘 군 성범죄 진상규명 및 재발 방지 특별위원회 간사
- 2021. 6. 국민의힘 문정부 탈원전 정책에 따른 피해 및 환경 파괴 대책 특별위원회 간사
- 2021. 7. 국민의힘 정책위원회 제3정책위부의장(여성·사회·문화 분야)
- 2021. 7.~2022. 7. 국민의힘 경상북도당 위원장
- 2021. 9.~2022. 2. 제20대 대통령 선거 국민의힘 공약개발단 '시민소리 혁신정책회의' 공동부의장 겸 산업통상자원중소벤처기업공약단장
- 한국여성의정 공동대표
- 2021. 12.~2022. 1. 제20대 대통령 선거 국민의힘 살리는 선거대책위원회 정책총괄본부 정책상임본부장
- 2021. 12.~2022. 3. 제20대 대통령 선거 국민의힘 경북을 살리는 선거대책위원회 선거대책위원장단 총괄선거대책위원장
- 2022. 1.~2022. 3. 제20대 대통령 선거 국민의힘 윤석열 대통령 후보 정책본부 정책상임본부장
- 2022. 3.~2022. 5. 대한민국 제20대 대통령 당선인 비서실 특별보좌역
- 2022. 3.~2022. 5. 제8회 전국동시지방선거 국민의힘 경상북도당 공천관리위원회 위원장
- 2022. 9.~2023. 3. 국민의힘 정책조정위원회 제2정조위원장(농해수·산중·국토 분야)
- 2022. 11.~2023. 4. 국민의힘 중앙여성위원회 위원장
- (재)2023새만금세계스카우트잼버리조직위원회 조직위원
- 2023. 4. 국민의힘 전세 사기 피해 대책을 마련하기 위한 당내 TF 위원
- 2023. 8. 국민의힘 아파트 무량판 부실공사 진상규명 및 국민안전 TF 위원장
- 2024. 3.~2024. 4. 제22대 국회의원 선거 국민의힘 경북선거대책위원회 총괄선거대책본부장
- 2024년 4월 10일: 대한민국 제22대 국회의원 선거 당선(경북 포항시 북구, 국민의힘, 3선)
- 2024. 6.~2024. 7. 국민의힘 정책위원회 산하 시급한 민생 현안 해결을 위한 저출생대응특별위원회 위원장
- 2024. 9.~: 국민의힘 호남동행 국회의원 발대식 명예의원(전라남도 광양시)
- 2024. 12.~: 국민의힘 무안 공항 여객기 사고 수습 TF 위원
- 2025. 5.~2025. 6.: 제21대 대통령 선거 국민의힘 김문수 대통령 후보 미디어본부장
- 2025. 5.~2025. 6.: 제21대 대통령 선거 국민의힘 김문수 대통령 후보 경북 선거대책위원회 상임고문
- 2025. 7.~ 국민의힘 정책위원회 의장

### 의정 활동
- 2016. 5.~2020. 5. 제20대 국회의원(경북 포항시 북구, 새누리당→자유한국당→미래통합당, 초선)[1]
  - 2016. 6.~2017. 7. 제20대 국회 전반기 미래창조과학방송통신위원회 위원
  - 2016. 6.~2018. 5. 제20대 국회 전반기 운영위원회 위원
  - 2017. 7.~2018. 5. 제20대 국회 전반기 과학기술정보방송통신위원회 위원
  - 2017. 11.~2018. 5. 제20대 국회 재난안전 대책 특별위원회 간사
  - 2018. 7.~2019. 7. 제20대 국회 후반기 농림축산식품해양수산위원회 위원
  - 2018. 8.~2019. 7. 제20대 국회 후반기 농림축산식품해양수산위원회 예산결산심사소위원회 위원
  - 2018. 8.~2019. 7. 제20대 국회 후반기 농림축산식품해양수산위원회 농협발전소위원회 위원
  - 2019. 7.~2019. 10. 제20대 국회 후반기 예산결산특별위원회 위원
  - 2019. 7.~2020. 5. 제20대 국회 후반기 산업통상자원중소벤처기업위원회 위원
  - 2019. 7.~2020. 5. 제20대 국회 후반기 문화체육관광위원회 위원
- 2020. 5.~2024. 5. 제21대 국회의원(경북 포항시 북구, 미래통합당→국민의힘, 재선)[2]
  - 2020. 7.~2022. 5. 제21대 국회 전반기 여성가족위원회 간사
  - 2020. 7.~2020.11. 제21대 국회 전반기 운영위원회 위원
  - 2020. 7.~2022. 5. 제21대 국회 전반기 산업통상자원중소벤처기업위원회 위원
  - 2020. 7.~2024. 5. 국회수소경제포럼 공동연구책임의원
  - 2020. 7.~2024. 5. 철강포럼 구성의원
  - 2020. 9. 제21대 국회 전반기 여성가족위원회 예산결산심사소위원회 위원
  - 2020. 9. 제21대 국회 전반기 산업통상자원중소벤처기업위원회 중소벤처기업소위원회 위원
  - 2020. 9. 제21대 국회 전반기 산업통상자원중소벤처기업위원회 청원심사소위원회 위원장
  - 2021. 6.~2022. 5. 제21대 국회 전반기 운영위원회 위원
  - 제21대 국회 전반기 산업통상자원중소벤처기업위원회 중소벤처기업소위원회 위원장
  - 제21대 국회 전반기 산업통상자원중소벤처기업위원회 청원심사소위원회 위원
  - 제21대 국회 전반기 여성가족위원회 예산결산심사소위원회 위원장
  - 2021. 11.~2022. 4. 제21대 국회 중앙선거관리위원회 위원(문상부) 선출에 관한 인사청문특별위원회 위원
  - 2022. 7.~2024. 5. 제21대 국회 후반기 국토교통위원회 간사
    - 제21대 국회 후반기 국토교통위원회 국토법안심사소위원회 위원장

  - 2022. 7.~2022. 10. 제21대 국회 민생경제안정 특별위원회 간사
  - 2022. 9.~2024. 5. 제21대 후반기 국회공직자윤리위원회 부위원장
  - 2023. 6.~2024. 5. 제21대 국회 후반기 예산결산특별위원회 위원
- 2024. 5.~ 제22대 국회의원(경북 포항시 북구, 국민의힘, 3선)
  - 2024. 6.~2024. 7. 제22대 국회 전반기 예산결산특별위원회 위원
  - 2024. 6.~ 제22대 국회 전반기 국토교통위원회 위원
    - 제22대 국회 전반기 국토교통위원회 국토법안심사소위원회 위원
    - 제22대 국회 전반기 국토교통위원회 청원심사소위원회 위원

  - 2024. 6.~2024. 12. 제22대 국회 전반기 국회운영위원회 위원
    - 제22대 국회 전반기 국회운영위원회 청원심사소위원회 위원

  - 국회수소경제포럼 구성의원
  - 저출생·축소사회 대응 포럼 대표의원
  - 국회 대중문화미디어연구회 구성의원

## 역대 선거 결과
|  | 55.96% |

|  | 41.38% |

|  | 43.39% |

|  | 64.78% |

|  | 62.33% |

## 소속 정당
| 소속 정당 | 소속 정당  | 소속 기간 | 비고      |
| --------- | ---------- | --------- | --------- |
|           | 한나라당   | 2006~2012 | 정계 입문 |
|           | 새누리당   | 2012~2017 | 당명 변경 |
|           | 자유한국당 | 2017~2020 | 당명 변경 |
|           | 미래통합당 | 2020      | 합당      |
|           | 국민의힘   | 2020~현재 | 당명 변경 |

## 같이 보기
- 포항시 북구 (선거구)
- 포항시 북구의 국회의원